# ラファイエット郡 (フロリダ州)
ラファイエット郡（ラファイエットぐん、英: Lafayette County）は、アメリカ合衆国フロリダ州の北部に位置する郡である。2010年国勢調査での人口は8,870人であり、2000年の7,022人から26.3%増加した。フロリダ州ではリバティ郡に次いで人口で2番目に少ない郡である。郡庁所在地はメイヨー町（人口1,237人）であり、同郡で人口最大の町でもある。アルコール飲料の販売が禁止されている「ドライ郡」（禁酒郡）である。地元では「ラフェイエット」（"la-fay-et"）あるいは「ラ・フェット」（"la fet"）と発音されることもある。

## 歴史
ラファイエット郡は1856年12月23日に、マディソン郡から分離して設立された。当時は現在のディキシー郡の領域も含まれていた。郡名は、アメリカ独立戦争で大陸軍を助けたフランス貴族ラファイエット侯爵に因んで名付けられた。スワニー川が郡東側境界になっている。郡政委員の集会はファイエットビルに近いアリエル・ジョーンズの家で最初に開催された。郡庁はニュートロイに置かれていたが、郡庁舎が1892年の火事で焼失した。1893年に現在のメイヨーに移され、メイヨーは現在郡内で唯一の法人化自治体になっている。ニュートロイは廃村になった。1921年、郡南部がディキシー郡設立のために削られた。

### 歴史的な場所
- ハル・W・アダムズ橋、1947年建造、メイヨーの北3マイル (5 km) でスワニー川に架かっている。州内初の吊り橋だった
- 二代目郡庁舎、1893年から1894年に建設、現在は宿屋
- 現郡庁舎、1908年建設

## 地理
アメリカ合衆国国勢調査局に拠れば、郡域全面積は547.92平方マイル (1,419.1 km2)であり、このうち陸地542.84平方マイル (1,405.9 km2)、水域は5.08平方マイル (13.2 km2)で水域率は0.93%である。

### 隣接する郡
- スワニー郡 - 東
- ギルクリスト郡 - 南東
- ディキシー郡 - 南
- テイラー郡 - 西
- マディソン郡 - 北西

## 人口動態
以下は2000年の国勢調査による人口統計データである。
| 基礎データ - 人口: 7,022人 - 世帯数: 2,142 世帯 - 家族数: 1,591 家族 - 人口密度: 5人/km2（13人/mi2） - 住居数: 2,660軒 - 住居密度: 2軒/km2（5軒/mi2） 人種別人口構成 - 白人: 79.27% - アフリカン・アメリカン: 14.37% - ネイティブ・アメリカン: 0.71% - アジア人: 0.13% - 太平洋諸島系: 0.01% - その他の人種: 4.30% - 混血: 1.21% - ヒスパニック・ラテン系: 9.14% | 年齢別人口構成 - 18歳未満: 21.7% - 18-24歳: 10.7% - 25-44歳: 34.0% - 45-64歳: 21.3% - 65歳以上: 12.4% - 年齢の中央値: 35歳 - 性比（女性100人あたり男性の人口） - 総人口: 148.8 - 18歳以上: 157.8 世帯と家族（対世帯数） - 18歳未満の子供がいる: 34.0% - 結婚・同居している夫婦: 59.2% - 未婚・離婚・死別女性が世帯主: 9.2% - 非家族世帯: 25.7% - 単身世帯: 22.0% - 65歳以上の老人1人暮らし: 10.1% - 平均構成人数 - 世帯: 2.66人 - 家族: 3.06人 | 収入と家計 - 収入の中央値 - 世帯: 30,651米ドル - 家族: 35,020米ドル - 性別 - 男性: 25,030米ドル - 女性: 22,007米ドル - 人口1人あたり収入: 13,087米ドル - 貧困線以下 - 対人口: 17.5% - 対家族数: 12.9% - 18歳未満: 23.7% - 65歳以上: 17.3% |

## 都市と町

### 法人化自治体
- メイヨー - 郡庁所在地

### 未編入の町
| - エアライン - アルトン | - クックスハンモック - デイ | - ハッチベンド - ミッドウェイ |

## 政治
| 年     | 共和党 | 民主党 | その他 |
| ------ | ------ | ------ | ------ |
| 2008年 | 79.3%  | 19.0%  | 1.7%   |
| 2004年 | 74.0%  | 25.4%  | 0.6%   |
| 2000年 | 66.7%  | 31.5%  | 1.8%   |

## 公園
郡内にはラファイエット・ブルースプリングス州立公園とトロイスプリングス州立公園があり、どちらもスワニー川から行くことができる。

### 政府関連
- Lafayette County Board of County Commissioners
- Lafayette County Supervisor of Elections
- Lafayette County Property Appraiser
- Lafayette County Sheriff's Office
- Lafayette County Tax Collector

### 特殊地区
- Lafayette County Schools
- Suwannee River Water Management District

### 司法関連
- Lafayette County Clerk of Courts
- Public Defender, 3rd Judicial Circuit of Florida serving Columbia, Dixie, Hamilton, Lafayette, Madison, Suwannee, and Taylor Counties
- Office of the State Attorney, 3rd Judicial Circuit of Florida
- Circuit and County Court for the 3rd Judicial Circuit of Florida

座標: 北緯29度59分 西経83度11分 / 北緯29.99度 西経83.18度